# Beselich
Beselich è un comune tedesco di 5 789 abitanti situato nel land dell'Assia.